# Anoplolepis
Anoplolepis Santschi, 1914 è un genere di formiche della sottofamiglia Formicinae.
Questo genere comprende 9 specie finora descritte, diffuse soprattutto in gran parte dell'Africa centro-orientale e meridionale. Anoplolepis gracilipes è l'unica specie che oltre ad essere diffusa in parte dell'Africa orientale,  è presente in Asia tropicale e Oceania.

## Descrizione

### Caratteristiche generali
Nelle specie appartenenti al genere Anoplolepis, il peziolo, distaccato dalla parte anteriore dell'addome, ha una forma conica, sottile ed allungata. Le antenne, costituite da 10 funicoli, hanno una lunghezza molte volte superiore di quella del capo, mentre le mandibole, unite fra loro ed alla sommità dell'apparato boccale in stato di riposo, hanno una forma vagamente triangolare e presentano dai 4 ai 9 denti nel loro margine interno. I palpi labiali e maxillari, di formula 6:4, raggiungono la sommità del collo.

### Operaia
Dimensioni variabili a seconda delle specie, dai 2 ad i 7 millimetri massimi, e colorazione del corpo spesso rossa o gialla. Nelle specie del sottogenere Zelalleyella, gli esemplari operai sono polimorfici: le operaie major presentano ocelli sulla parte superiore del capo, che sono invece assenti in quelle minor. Nel sottogenere Anoplolepis, le operaie sono monomorfiche e sono prive di ocelli. In tutte le specie del genere Anoplolepis, le operaie sono caratterizzate da un capo allungato, generalmente più lungo che largo, presentante un margine occipitale concavo, appiattito oppure leggermente convesso. L'area frontale, ampia e prominente, in alcune specie si dirama in due corti lobi che scendono fino alla base delle antenne (non raggiungono la sommità del clipeo), uniti alla superficie del muso e spesso difficilmente distinguibili. Gli occhi composti, di grandi proporzioni rispetto al resto del capo, sono inoltre situati nella fascia mediana delle parti laterali o leggermente al di sopra di questa.
Nel torace, il pronoto convesso, unito con il mesonoto, è leggermente rialzato rispetto all'epinoto, ed è separato da questo da un metanoto particolarmente affossato. L'epinoto, prominente, è di aspetto gobboso, ed è di poco più alto del peziolo. Le zampe, sottili e particolarmente lunghe, presentano femori leggermente ingrossati rispetto alle tibie, ed, in particolare, quelle posteriori raggiungono la lunghezza totale del corpo. L'addome, inoltre, ha una forma ovale ed un aspetto voluminoso. La cloaca, circondata da peli relativamente lunghi, si estende al di fuori della sommità posteriore dell'addome.

### Regina
Dimensioni di poco maggiori rispetto a quelle degli esemplari operai e colorazione del corpo simile a quella delle operaie, variabile a seconda delle specie. Il capo, ovale e di forma allungata, è generalmente più lungo che largo ed è munito di ocelli poco sviluppati. Esso è unito alla sommità ventrale del torace mediante un collo corto, presentante un prosterno appiattito (ne consegue che il torace supera di gran lunga l'altezza del capo). Nelle regine di Anoplolepis, il torace, lungo e particolarmente alto, è sproporzionalmente grande rispetto al resto del corpo, ed è schiacciato dorsalmente. Lo stretto epinoto, addossato alla parte posteriore del blocco pronoto-mesonoto che occupa gran parte del torace, supera l'altezza del peziolo. L'addome è ovale e dall'aspetto voluminoso.

## Biologia
Le colonie di Anoplolepis sono monogoniche, e comprendono una numerosa popolazione di esemplari adulti. Esse nidificano prevalentemente nel terreno, anche se, più raramente, sono arboree, in quanto costruiscono il nido all'interno del tronco degli alberi. Le operaie raccoglitrici, dal comportamento aggressivo, si muovono nell'ambiente esterno al nido spesso collettivamente, predando una vasta gamma di artropodi e nutrendosi talvolta della melata prodotta da emitteri parassiti delle piante, con cui vivono in simbiosi. Le operaie immagazzinano la melata nell'addome semi-estensibile, per poi distribuirla alle compagne per trofallasi una volta all'interno del nido. Gli esemplari operai si muovono nell'area circostante al nido per tutto il corso del giorno, per poi rientrarvi di notte od in caso di minaccia. 
Nota con il nome comune di “formica pazza gialla”, la specie Anoplolepis gracilipes, diffusa in Africa ed in gran parte dell'Asia tropicale, e limitata nella penisola di Gove nell'Australia settentrionale, è una formica invasiva che costituisce una grave minaccia per la popolazione umana nei territori occupati, in quanto si infiltra nelle abitazioni disturbando gli animali domestici e, talvolta, uccidendoli . Nell'Isola di Natale (Australia), situata nell'Oceano indiano a sud di Giava, questa specie sta velocemente decimando l'ingente popolazione endemica di granchi rossi, fondamentale per l'ecosistema dell'isola.

## Tassonomia
Il genere comprende le seguenti specie:
- Anoplolepis carinata (Emery, 1899)
- Anoplolepis custodiens (Smith, 1858)
- Anoplolepis fallax (Mayr, 1865)
- Anoplolepis gracilipes (Smith, 1857)
- Anoplolepis nuptialis (Santschi, 1917)
- Anoplolepis opaciventris (Emery, 1899)
- Anoplolepis rufescens (Santschi, 1917)
- Anoplolepis steingroeveri (Forel, 1894)
- Anoplolepis tenella (Santschi, 1911)

Di seguito è riportata una scheda per l'identificazione di alcune specie, che si basa sulle caratteristiche fisiche delle operaie.

### Sottogenere Anoplolepis
Operaie monomorfiche, prive di ocelli; primi quattro segmenti delle antenne uguali, più lunghi dei successivi; scapi particolarmente lunghi; margine occipitale appiattito o convesso
- Colorazione giallo-testacea, bruna sull'addome; lunghezza variabile da 3,5 a 3,75 mm; capo leggermente più lungo che largo, con margine occipitale appiattito, ricoperto da lunghi peli; presenza di peli particolarmente lunghi anche sul clipeo, che scendono fino alla sommità delle mandibole, sul pronoto, sull'epinoto e su tutta la superficie dell'addome; pronoto e mesonoto uniti l'uno all'altro, che formano un angolo ottuso sulla parte ventrale del torace; epinoto alto e facilmente distinguibile, che raggiunge l'altezza del pronoto → Anoplolepis carinata
- Colorazione variabile dal giallo al bruno nelle varie parti del corpo; lunghezza variabile da 3,8 a 4,2 mm; zampe ed antenne particolarmente lunghe; capo più lungo che largo, con margine occipitale convesso; occhi composti situati al di sopra della fascia mediana del capo; clipeo che occupa quasi della metà del capo intero; torace di aspetto slanciato, presentante un pronoto ed un mesonoto uniti fra loro, che formano un angolo ottuso sulla parte dorsale del torace; epinoto distinto dal resto del torace, ma piuttosto basso, curvo dorsalmente; peziolo di dimensioni ridotte, di forma nodulare, vagamente conica; presenza di peli particolarmente lunghi nel ventre del torace e sulla parte posteriore dell'addome, suddiviso in 4 sezioni → Anoplolepis gracilipes
- Colorazione gialla, più scura sull'addome; lunghezza media di 3,7 mm; capo leggermente più lungo che largo, di piccole proporzioni rispetto al resto del corpo, con margine occipitale appiattito; epinoto che raggiunge l'altezza del margine occipitale, più alto rispetto al pronoto; addome suddiviso in 4 sezioni, di cui la prima maggiore rispetto alle altre; presenza di peli particolarmente lunghi sopra il margine occipitale, lungo la fronte, sul clipeo, su pronoto ed epinoto e su tutta la superficie dorsale dell'addome → Anoplolepis tenella

### Sottogenere Zealleyella
Operaie polimorfiche; presenza di ocelli nelle operaie major, caratterizzate da un capo largo quanto lungo, con un margine occipitale concavo; assenza di ocelli nelle operaie minor, che presentano un capo più lungo che largo, con un margine occipitale piatto
- Colorazione rossa-violacea su torace e capo, nera sull'addome; operaie minor caratterizzate da un capo leggermente più lungo che largo, con margine occipitale piatto; operaie major caratterizzate da un capo di grandi proporzioni rispetto al resto del corpo, largo quanto lungo, che raggiunge la larghezza dell'addome (il torace è più sottile); occhi composti di medie dimensioni, situati al di sopra della fascia mediana del capo, quindi più vicini al margine occipitale; mandibole ampie nelle operaie mi-nor, più piccole nelle major, di forma vagamente triangolare; metanoto particolarmente affossato nel torace; epinoto alto e prominente, che raggiunge l'altezza del pronoto e del mesonoto; addome di aspetto voluminoso; peziolo conico, allungato, di poco abbassato rispetto all'epinoto; presenza di lunghi peli sopra il margine occipitale, sulla parte ventrale del capo, sul mesonoto, sull'epinoto e sull'addome, di cui, in particolare, sulla parte ventrale → Anoplolepis custodiens
- Colorazione rosso-bruna, più scura sull'addome; lunghezza variabile da 3,3 a 6 mm; operaie major caratterizzate a un capo lungo quanto largo; occhi composti situati di poco al di sopra della fascia mediana del capo; mandibole ampie, di forma vagamente triangolare; torace basso e lungo, presentante un metanoto affossato ed un epinoto prominente; pronoto e mesonoto separati da una sottile scanalatura, difficilmente distinguibile, ricurvi dorsalmente; peziolo conico ed allungato, della stessa altezza dell'epinoto; addome di proporzioni ridotte rispetto al corpo, più largo che alto; peluria di colorazione gialla, distribuita soprattutto sulla parte posteriore dell'addome, lungo l'occipite e sopra il margine occipitale, scarsa sul torace → Anoplolepis rufescens
- Colorazione chiara, interamente rosso-bruna; lunghezza variabile da 2,9 a 8 mm; operaie minor caratterizzate da un capo di forma vagamente triangolare, più lungo che largo, con mandibole ampie, ed un margine occipitale piatto; antenne corte rispetto alle altre specie del genere Anoplolepis; occhi composti di media dimensioni, situati sopra la fascia mediana del capo; operaie major caratterizzate da un capo lungo quanto largo, presentante un margine occipitale concavo e mandibole di dimensioni ridotte; fronte diramata in due corti lobi; pronoto rialzato rispetto all'epi-noto ed unito al mesonoto, con cui forma una gobba che supera l'altezza del margine occipitale; peziolo conico ed allungato, di poco più basso rispetto all'epinoto; addome dilatato, più largo che alto, che supera l'ampiezza del capo anche nelle operaie major; presenza di peli relativamente lunghi sul pronoto, lungo l'occipite, sulla parte ventrale del capo, sopra il margine occipitale, sull'epinoto e su tutta la superficie dell'addome → Anoplolepis steingroeveri